# Beginenhof Tienen

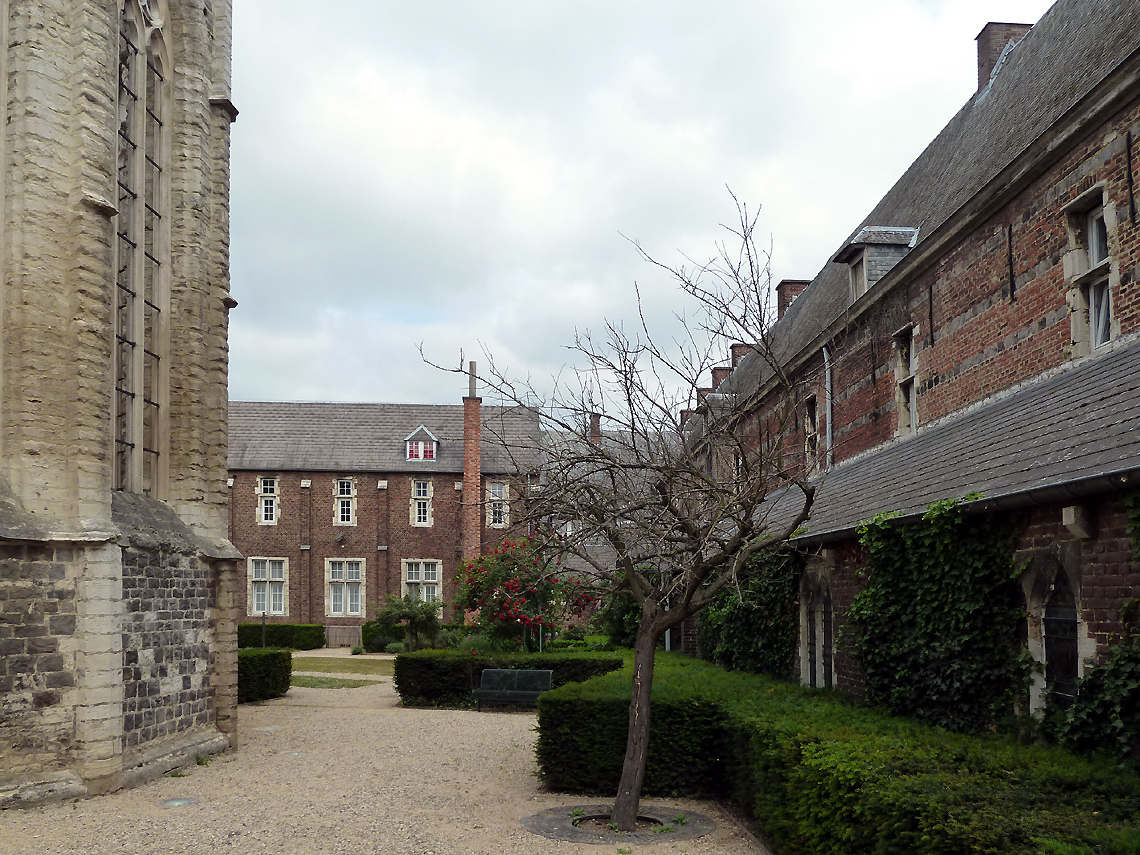
Beginenhof Tienen

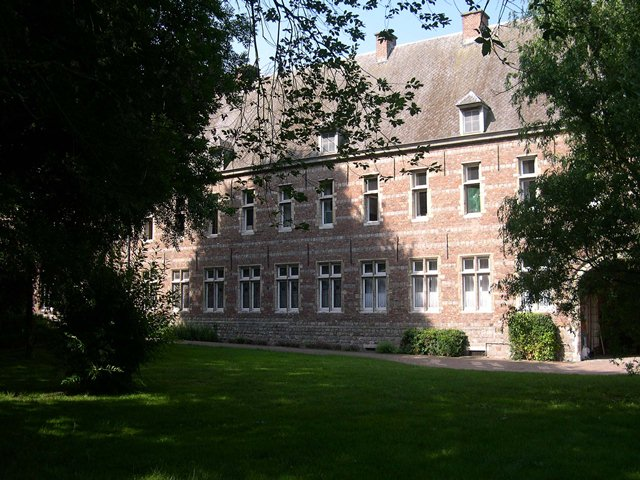
Konventhaus

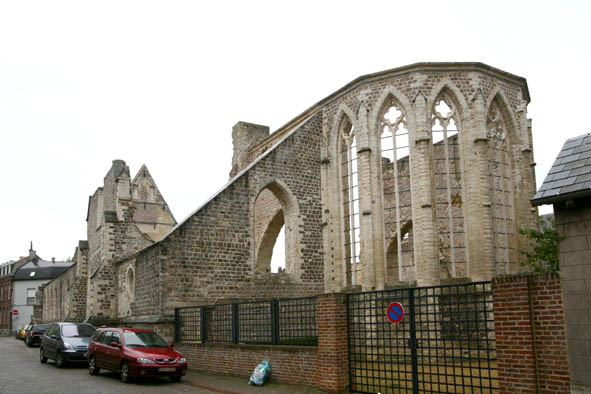
Ruine der Beginenhofkirche

Der Beginenhof in Tienen (niederländisch Begijnhof Tienen) ist ein denkmalgeschütztes Gebäudeensemble in der belgischen Stadt Tienen (Provinz Flämisch-Brabant). Die Beschreibung basiert wesentlich auf dem belgischen Denkmalregister.

## Geschichte
Die Gründung erfolgte in der ersten Hälfte des 13. Jahrhunderts; zunächst erhielten die Beginen ein Haus in der sogenannten Begijnenstraat von G. van der Poorten; sie kamen auch in den Besitz anderer Häuser, unter anderem in der Bostsestraat und außerhalb der Stadtmauern im Gebiet von Hakendover.
Danach wurde das Gebiet vollständig besiedelt und jenseits des Stadttors (Bostsestraat) und entlang der Wälle und Gräben erweitert. Der Beginenhof ist ein ummauerter Bereich mit annähernd quadratischem Grundriss, der in Schachbrettform angelegt wurde. Er besteht aus engen, von etwa fünfzig Langhäusern gesäumten Gassen, die zum nicht ganz axialen Kirchplatz führen; letzterer wurde von den Gebäuden der Krankenstation und den Konventhäusern begrenzt. Ein separates Gehöft und ein Pfarrhaus (letzteres mit Blick auf die Potterijstraat) liegen außerhalb der Umfriedung. Die Blütezeit erlebte der Hof im 14. und 15. Jahrhundert (mit möglicherweise 300 Beginen), während anscheinend der Aufschwung im 17. Jahrhundert ausblieb (1622 werden nur 50 Beginen erwähnt). Im Jahr 1798 wurde der Beginenhof aufgelöst; die Güter gingen in die Verwaltung der Hospize über. Die Krankenstation blieb offenbar noch einige Zeit in Betrieb. Im Jahr 1844 wurden die Konventgebäude von den Dominikanern gekauft und 1854 umgebaut und restauriert.
Die Häuser aus dem 16. und 17. Jahrhundert wurden ab Anfang des 19. Jahrhunderts von Privatpersonen bewohnt und teilweise umgebaut, einige wurden abgerissen und durch Neubauten ersetzt.

## Beginenhof-Kirche
Die Beginenhofkirche (auch Predikherenkerk oder Paterskerk genannt) wurde 1250 als Pfarrkirche gegründet, vermutlich um dieselbe Zeit wurde mit dem Bau begonnen. Das Bauwerk ist eine schlichte gotische Kirche, die früher mit hölzernem Tonnengewölbe geschlossen war. Nach einem Brand im Jahr 1976 sind nur Mauerteile von Chor und Schiff erhalten geblieben.

## Konventgebäude
Die ehemaligen Konventgebäude stammen im Kern aus dem 16. Jahrhundert. Die hintere Fassade ist aus Backstein, hauptsächlich mit Quarzit belebt (Sockel, Specklagen), mit  Kreuzfenstern im Erdgeschoss und schmalen Halbkreuzfenstern im zweiten Stock. Die Südseite wurde, wie der gesamte Südflügel, nach 1944 wiederaufgebaut. An der Westfassade befindet sich ein angebauter neumittelalterlicher Kreuzgang, der bei der Restaurierung im Jahr 1854 errichtet wurde. Der ursprüngliche Grundriss ist derzeit schwer zu erkennen.

## Häuser
Der Beginenhof besteht aus ein- oder zweigeschossigen Häusern mit Satteldächern, die in Backsteinbauweise erbaut sind, angereichert mit Quarzit (Sockel und teilweise Specklagen) und Sandstein (Tür- und Fensterrahmen und zuweilen Fensterkreuze).
Zum traditionellen Stil des 17. bis 18. Jahrhunderts gehören die Häuser Nr. 35–37, ein repräsentatives Doppelhaus mit profilierter Tür und Oberlicht aus der zweiten Hälfte des 18. Jahrhunderts, Nummer 38, datiert „ANNO 1669-rest. 1951“ auf einer neueren Gedenktafel; das Haus Nummer 42, ein umgebautes Haus mit barockem Korbbogentor aus Sandstein mit Stäben und Bogensteinen, die mit Blockwerk verziert sind, und bekrönt von einem profilierten, gebrochenen Giebel mit einem ovalen Oberlicht mit halber Inschrift, das mit einem unbeholfenen Rankenwerk verziert ist, die Nummer 53, jedoch mit einer Tür aus dem späten 18. Jahrhundert und Nummer 29 mit zwei erhaltenen Kreuzfenstern mit flachen Rahmen in der wieder aufgebauten Fassade.
Die folgenden Häuser wurden im späten 18. Jahrhundert gestaltet: Nr. 16, 32 (Tür), 33, 34. Nr. 17, 18: zwei Türrahmen aus Sandstein mit gestreckten Riegeln, die auf viertelrunden Konsolen ruhen.